# Síntesis de quinazolina de Niementowski
La síntesis de quinazolinas de Niementowski es un método de síntesis orgánica en donde el ácido antranílico reacciona con amidas para formar 4-oxo-3,4-dihidroquinazolinas.>
Es nombrada por el químico polaco Stefan Niementowski (1866–1925).